# Aubière
Aubière är en kommun i departementet Puy-de-Dôme i regionen Auvergne-Rhône-Alpes i centrala Frankrike. Kommunen ligger i kantonen Aubière som tillhör arrondissementet Clermont-Ferrand. År 2022 hade Aubière 10 273 invånare.

## Befolkningsutveckling
Antalet invånare i kommunen Aubière
| Referens: INSEE |